# Sergey Voynov
Sergey Sergeyevich Voynov (né le 26 février 1977) est un athlète ouzbek spécialiste du lancer du javelot.

## Carrière
Il participe, à trois reprises, aux séries des Jeux olympiques en 1992, 1996 et 2000, sans jamais se qualifier à la finale du concours.

### Palmarès
| Année | Compétition                   | Lieu     | Résultat | Performance |
| ----- | ----------------------------- | -------- | -------- | ----------- |
| 1995  | Championnats d’Asie           | Djakarta | 3e       | 73,46 m     |
| 1996  | Championnats du monde juniors | Sydney   | 1er      | 79,78 m     |
| 1998  | Jeux asiatiques               | Bangkok  | 1er      | 79,70 m     |
| 2002  | Championnats d’Asie           | Colombo  | 2e       | 79,70 m     |
| 2002  | Jeux asiatiques               | Busan    | 3e       | 78,74 m     |
| 2003  | Championnats d’Asie           | Manille  | 3e       | 76,09 m     |

### Records
| Épreuve           | Performance | Lieu              | Date         |
| ----------------- | ----------- | ----------------- | ------------ |
| Lancer du javelot | 84,80 m     | Villeneuve-d'Ascq | 17 juin 2000 |